# Flint (banda)
Flint fue un proyecto musical liderado por Keith Flint, vocalista de The Prodigy. La banda constaba de Flint (vocales), Jim Davies (guitarra), Kieron Pepper (baterista en vivo) y Rob Holliday (bajo), Tony Howlett (en batería). 
La banda realizó varios conciertos, siendo su primer concierto un breve set en el Download Festival 2003. El primer lanzamiento "Asteroids" fue lanzado el 14 de julio de 2003 y fue una edición limitada 10 "solo disponible en vinilo de color rosa. El segundo sencillo titulado "Aim 4" fue puesto en libertad el 14 de julio de 2003. El video para el segundo single fue dirigido por Jonas Åkerlund, quien también dirigió "Smack My Bitch Up" de The Prodigy. Tras el lanzamiento de "Aim 4" la banda tenía previsto lanzar su álbum debut "Device # 1" el 28 de julio de 2003, sin embargo este lanzamiento fue cancelado. Dicho lanzamiento nunca sucedió, y poco después el grupo decidió separarse. Keith pasó a formar parte de un proyecto titulado "Clever Brains Fryin", mientras que Davis pasó a formar "Vector Pill". 
Flint remixó "Mobscene" de Marilyn Manson, con Keith proporcionando nuevas voces al tema. El texto siguiente se encontró en la página oficial de Marilyn Manson: "Presten atención! En Londres, nosotros vandalizamos una cartelera de Versace con dos gigantescos Marilyn Mouse y había una gran multitud cantando al son de tres números de piano. Keith Flint (The Prodigy) me presentó la remezcla de "Mobscene" de su nueva banda en la que canta. Discutimos conducta ilegal, participamos en la conducta ilegal y se convirtió en el mejor de los amigos luego de una botella de Absenta ". ~ Marilyn Manson 21 de abril de 2003.

## Discografía

### Álbumes
- Tapa del álbum

- Device 1 (2003) - Cancelado

Originalmente iba a contener 12 track.
El 28 de julio de 2003 un disco promocional de "Device # 1" fue lanzado en el Reino Unido en una edición limitada
que contenía 10 tracks.
1. Asteroids (3:09)
2. Piggy (3:09)
3. Laughs (3:30)
4. Aim 4 (2:58)
5. Kamikaze (4:26)
6. Prescription (3:30)
7. Ju Ju (3:32)
8. Femme Fatale (3:11)
9. Vacation (3:28)
10. Razor (3:49)
11. NNNNN (No Name No Number) (4:16) - track escondido

El disco original hubiera contenido 2 canciones más.
1. Hell Yeah
2. Inflow

### Singles
- Asteroids - sencillo en vinilo rosa edición de 2000 copias.

Lanzado el 19 de mayo de 2003 y solo contenía "Asteroids"
- Aim 4

Lanzado con el disco promocional "Device # 1" el 28 de julio de 2003.
1. Aim 4 (2:58)
2. Danny (2:40)
3. Asteroids (3:09)
4. Aim 4 (Video)